# Ille-sur-Têt
Ille-sur-Têt (en catalán Illa o Illa de Tet) es un municipio francés situado en el departamento de los Pirineos Orientales y la región de Occitania. Pertenece al distrito de Prades y al cantón de Vinça y contaba con 5.244 habitantes en 2007.
Sus habitantes reciben el gentilicio de Illois en francés y el de Illesencs en catalán.

## Geografía
El municipio se ubica en la comarca histórica del Rosellón y más concretamente en el Ribéral, y está atravesado por el Têt (al norte), así como por su afluente el Boulès (al sur). Es uno de los puntos de acceso a la región de las Fenouillèdes (hacia Montalba-le-Château o Bélesta).

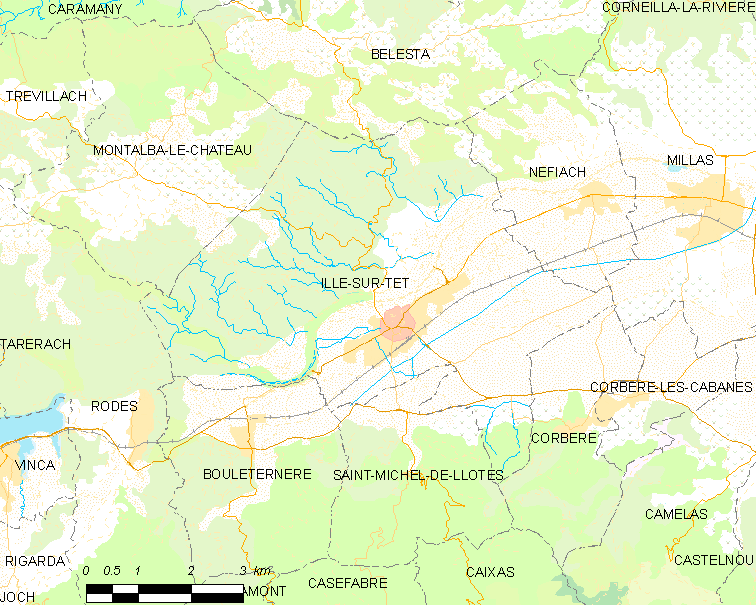
Situación de Ille-sur-Têt

## Demografía
| 5074 | 5262 | 5258 | 5249 | 5095 | 4993 |
| Para los censos de 1962 a 1999 la población legal corresponde a la población sin duplicidades (Fuente: INSEE [Consultar]) |      |      |      |      |      |

## Lugares y monumentos
- Hospicio de Ille-sur-Têt (en catalán Hospici d'Illa)
- El lugar de las Orgues d'Ille-sur-Têt

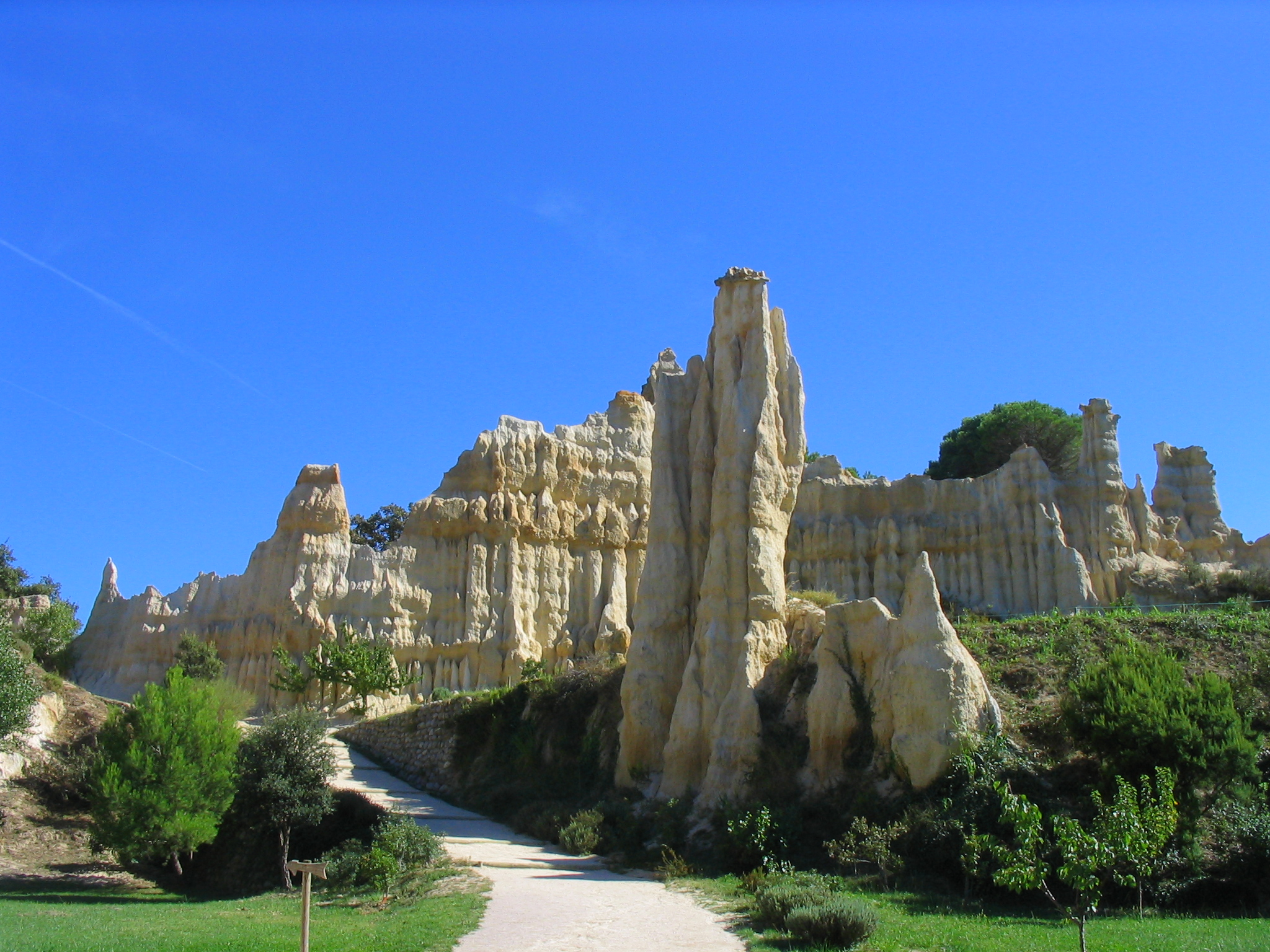
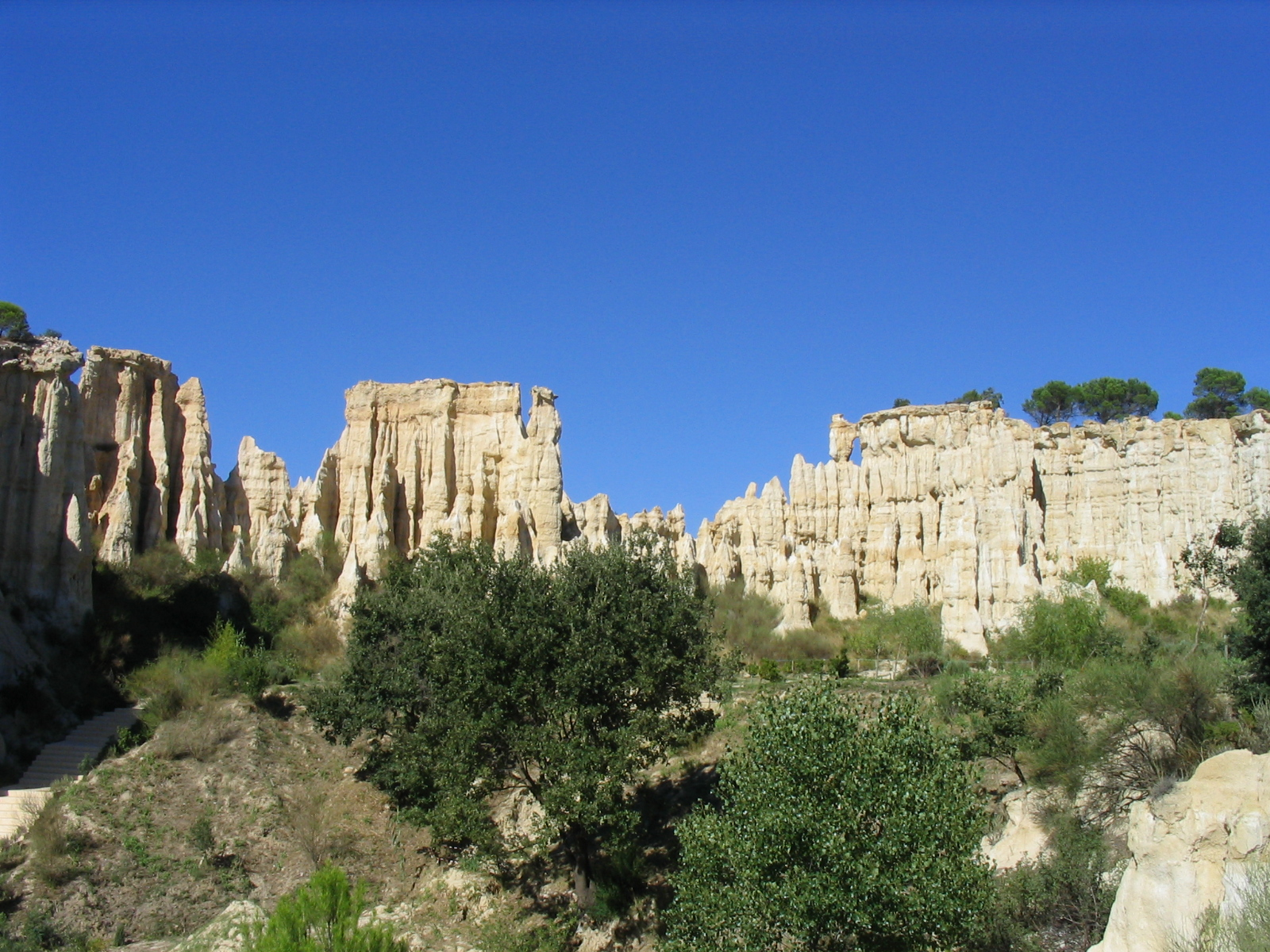